# Centris danunciae
Centris danunciae är en biart som beskrevs av Jesus Santiago Moure 2002. Centris danunciae ingår i släktet Centris och familjen långtungebin. Inga underarter finns listade.